# Savigny-Lévescault
Savigny-Lévescault é uma comuna francesa na região administrativa da Nova Aquitânia, no departamento de Vienne. Estende-se por uma área de 22,14 km². Em 2010 a comuna tinha 1 203 habitantes (densidade: 54,3 hab./km²).